# Jean-Louis Barrault
Jean-Louis Barrault (Le Vésinet, 8 settembre 1910 – Parigi, 22 gennaio 1994) è stato un attore, regista e mimo francese.

## Biografia
Studiò dapprima al collegio Chaptal e in un secondo tempo alla scuola di Belle arti, dove frequentò i corsi di disegno. Contemporaneamente esercitò vari mestieri per risollevare le sue difficili condizioni economiche.
Allievo di Charles Dullin, recitò nella sua compagnia dal 1933 al 1935. In quel periodo incontrò Étienne Decroux che lo introdusse all'arte del mimo. Nel 1935 Barrault preparò uno spettacolo sperimentale intitolato: Autour d'une mère ("Intorno ad una madre"), ispirato da un racconto di William Faulkner. Anche i suoi due lavori successivi, Numanzia, tratto da un'opera di Cervantes e La faim, ispirato da un romanzo di Knut Hamsun, lo imposero come uno degli artisti più originali del teatro transalpino.
Nel 1940 iniziò una proficua collaborazione con la Comédie-Française, mettendosi in luce grazie alla regia di Fedra di Jean Racine. Come attore di cinema partecipò a numerosi film, tra cui il celebre Amanti perduti, diretto da Marcel Carné nel 1945. Con la moglie Madeleine Renaud costituì nel 1946 la compagnia Renaud-Barrault, con sede in un primo tempo al Théâtre Marigny e poi al Théâtre du Palais-Royal, che ottenne molti successi in Francia e anche nelle numerose tournée all'estero, compresa l'Italia.
Dal 1959 André Malraux gli affidò il Teatro dell'Odéon di Parigi, di cui fu direttore fino al 1968, quando fu costretto a dimettersi dopo aver aperto il teatro agli studenti, che lo occuparono per più di un mese. Fautore del teatro totale, nel quale parole, gesti, scenografia e musica mantengono la stessa importanza, Barrault propose un repertorio molto vario: dagli autori classici come Eschilo e Shakespeare fino ai contemporanei come Albert Camus e Jean Anouilh. Importante fu il suo impegno nel lanciare autori di avanguardia come Eugène Ionesco, Georges Schehadé e Samuel Beckett. Nel 1982 affiancò Marcello Mastroianni nel film Il mondo nuovo.

## Filmografia parziale

### Cinema
- Il sentiero della felicità (Les Beaux Jours), regia di Marc Allégret (1935)
- Mayerling, regia di Anatole Litvak (1936)
- Mademoiselle Docteur, regia di Georg Wilhelm Pabst (1936)
- Jenny, regina della notte (Jenny), regia di Marcel Carné (1936)
- Un grande amore di Beethoven (Un Grand amour de Beethoven), regia di Abel Gance (1936)
- Il sacrificio del sangue (Le Puritain), regia di Jeff Musso (1937)
- Le perle della corona (Les Perles de la couronne), regia di Christian-Jaque e Sacha Guitry (1937)
- Lo strano dramma del dottor Molyneux (Drôle de drame ou L'étrange aventure du Docteur Molyneux), regia di Marcel Carné (1937)
- Miraggio (Mirages), regia di Alexandre Ryder (1938)
- Delirio (Orage), regia di Marc Allégret (1938)
- Cercasi padrone (Parade en 7 nuits), regia di Marc Allégret (1941)
- Le Destin fabuleux de Désirée Clary, regia di Sacha Guitry (1942)
- Tu sei la luce (L'Ange de la nuit) regia di André Berthomieu (1942)
- Delirio d'amore (La Symphonie fantastique), regia di Christian-Jaque (1942)
- Amanti perduti (Les Enfants du paradis), regia di Marcel Carné (1945)
- Il grande vessillo (D'homme à hommes), regia di Christian-Jaque (1948)
- Il piacere e l'amore (La Ronde), regia di Max Ophüls (1950)
- Versailles (Si Versailles m'était conté), regia di Sacha Guitry (1954)
- I dialoghi delle Carmelitane (Le Dialogue des Carmélites), regia di Raymond Leopold Bruckberger e Philippe Agostini (1960)
- La congiura dei potenti (Les Miracle des loups), regia di André Hunebelle (1961)
- Il giorno più lungo (The Longest Day), regia di Bernhard Wicki, Ken Annakin e Andrew Marton (1962)
- Chappaqua, regia di Conrad Rooks (1966)
- Il mondo nuovo (La Nuit de Varennes), regia di Ettore Scola (1982)
- La luce del lago (La Lumière du lac), regia di Francesca Comencini (1988)

### Televisione
- Il testamento del mostro (Le Testament du Docteur Cordelier), regia di Jean Renoir – film TV (1959)

## Doppiatori italiani
- Augusto Marcacci in Lo strano dramma del dottor Molyneux, Amanti perduti
- Gualtiero De Angelis in Mademoiselle Docteur
- Emilio Cigoli in Il testamento del mostro
- Omero Antonutti in Il mondo nuovo
- Cesare Barbetti in Amanti perduti (ridoppiaggio)